# Västra Strömonumentet
Västra Strömonumentet, eller Tulestenarna, är ett vikingatida monument som består av sju resta stenar. Materialet i två av dessa, DR 334 och DR 335, består av granit och de är prydda med runinskrifter och båda uppges vara skapade av samme runristare. Stenarna står kvar på sina ursprungliga platser ovanpå en gravhög vid Tulshöj, utanför Västra Strö, Eslövs kommun i Skåne. 

## Historik

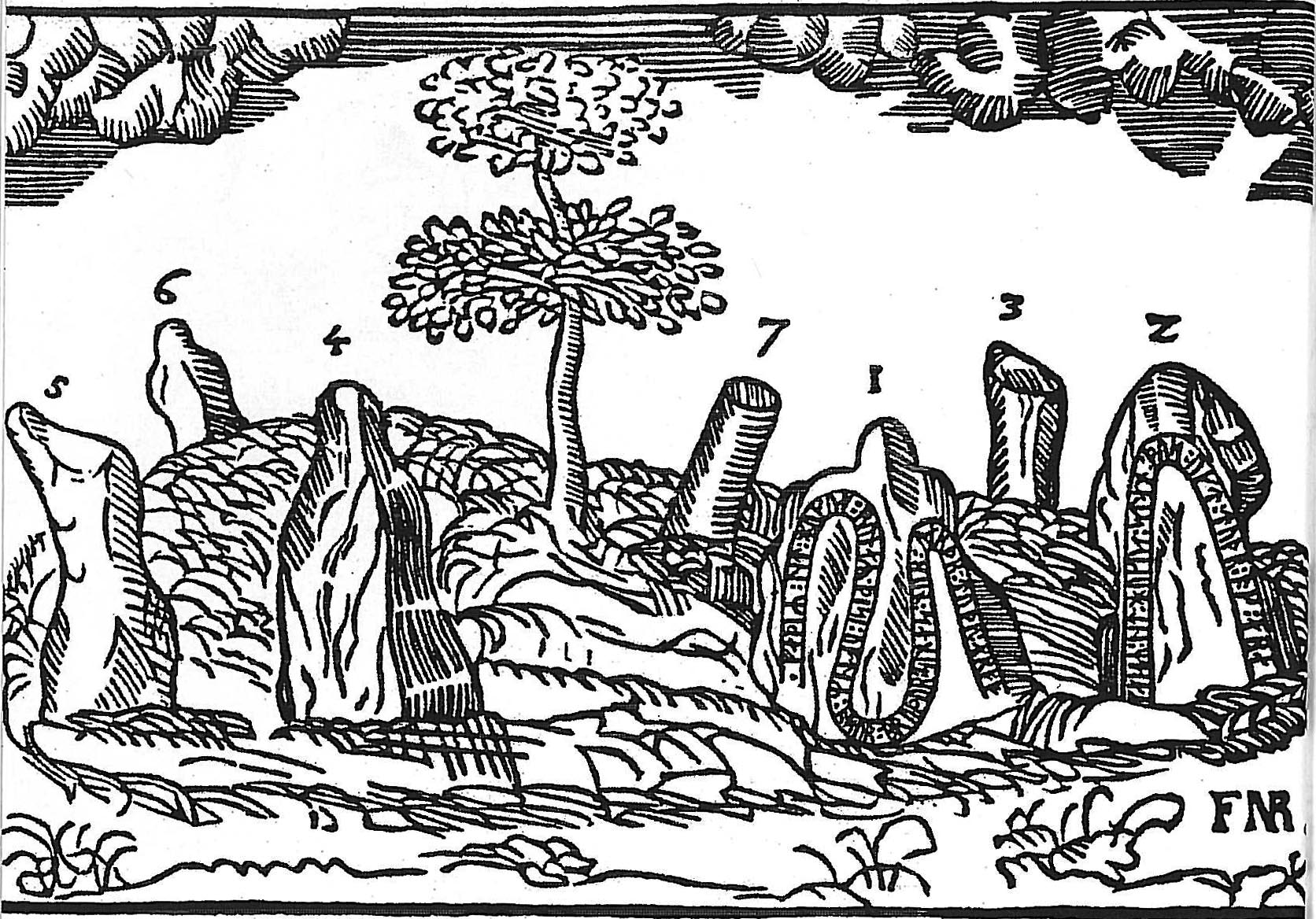
Västra Strömonumentet på 1600-talet.

Ole Worm beskrev monumentet redan 1628 i sin avhandling Tulshøi sev Monumentarum Strøense in Scania. 
I Tycho de Hofmans bok Historiske Efterretninger om velfortiente Danske Adelsmœn från 1772 berättas den Thottska familjens historia från 290 e Kr(!) framåt i tiden. En av historierna knytes till Thage Ottesen Thott på Eriksholm, nu Trolleholm, slott. Enligt sägnen var ett flertal av de tidiga Thottarna gravlagda i högen, på vilken stod ett flertal resta stenar. Det berättades att:
"Den største Steen, hvorpaa var en Indskrift, var 3 Alen høy, efter det Maal, som den store Oldsagers Forskere Ole Worm giver i sine Runemonumenter. Den syvende, som stod midt i, var rund, og af en halv Alens Høyde, men 2 alen i Omkreds: Folkene i Naboelauget kaldte den Lille Thule. Om denne Steen fortœles følgende Historie: En bonde havde taget den bort, for at bruge den i Bygning, men hans Huus blev derpaa offyldt med saa grœsselig en Allarm af Spøgelser, at han havde allerede sat sig for, at reise bort med heele sin Familie, da en Mand aabenbarede sig for ham, sigende: SÆT LILLE THULE PAA SIT STED IGIEN, hvilket han giorde, og blev befriet fra Spøgelserne. Desuagtet lod Tage (Otsen) Thott, som har bygget Landskrone og Nœs, baade denne Steen och de øvrige føre til Eriksholm, for der at bruge dem til sin Bygning."
När Ludvig Wimmer 1876 undersökte området fanns alltså endast sex stenar kvar. Alla utom en låg ner. Lunds Universitets Historiska Museum såg 1932 till att stenarna åter restes, varpå den danske runologen Erik Moltke upptäckte en inristad ansiktsmask på Västra Ströstenen: DR 335.
Bland andra sägner som berör platsen Tulshöj, handlar en om en flicka från Trollenäs, som hade som vana att från slottet bege sig till monumentet. Trollen som man trodde bodde i gravhögen åtrådde flickan och rövade bort henne och därefter såg man aldrig flickan mer. Vad ortnamnet Tulshöj beträffar kan det betyda Tuls hög och kanske rent av syfta på gravhögen. De från runor translittererade och översatta inskrifterna följer nedan:

## Inskriften på DR 334

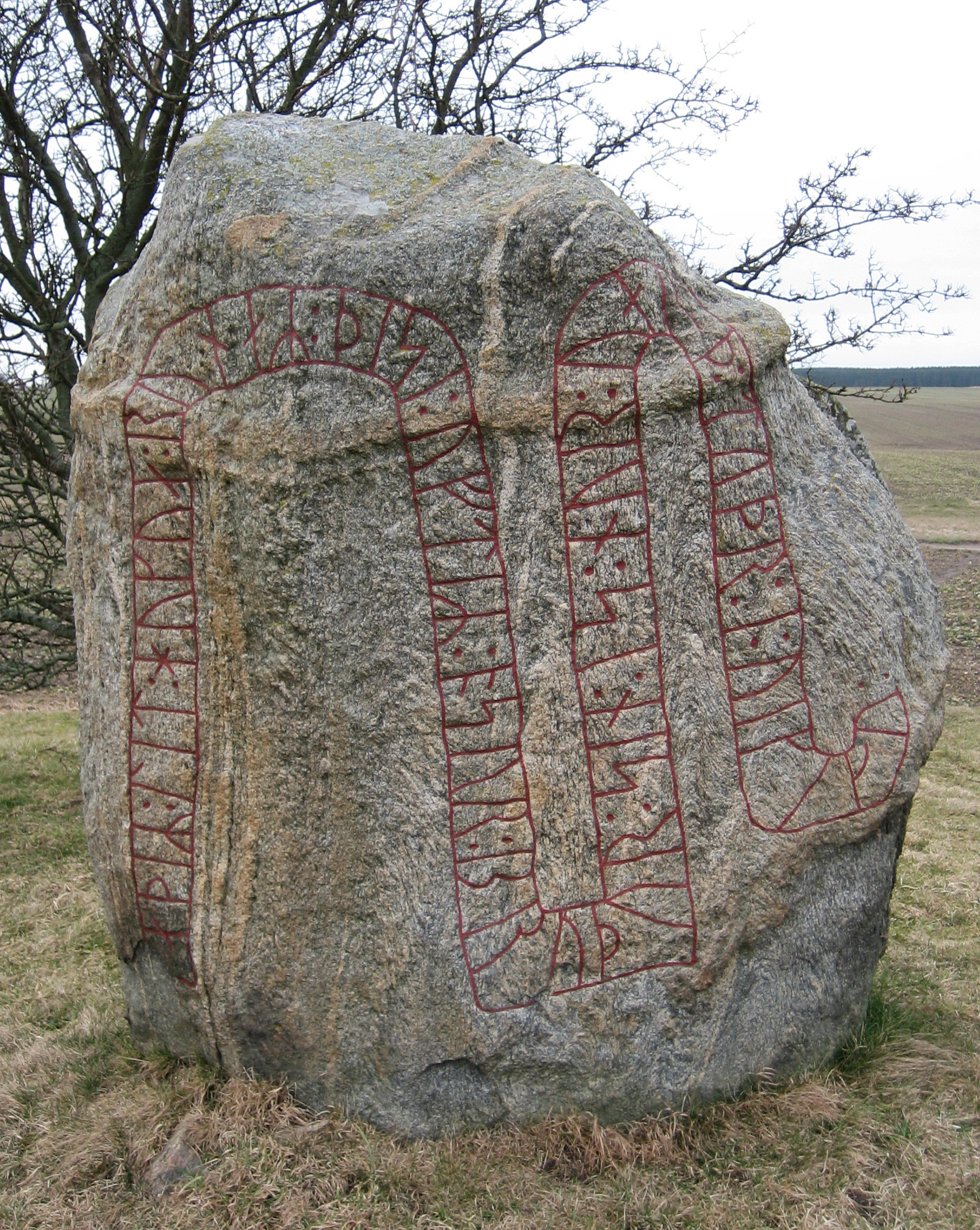
Västra Ströstenen: DR 334

Den första runstenen är den större av dessa två minnesmärken. Den är ristad på ena sidan och meddelar att Fader rest stenen efter sin bror Ösur som dött i viking norröver, vilket innebär att vikingafärder inte nödvändigtvis riktades mot länder utanför Norden. Texten lyder:
Translitterering av runraden:
faþiʀ : lit : hukua : runaʀ : þisi : uftiʀ : osur : bruþur : sin : is : nur : uarþ : tuþr : i : uikiku :
Normalisering till rundanska:
Faþiʀ let hoggwa runaʀ þæssi æftiʀ Azur, broþur sin, æs nor warþ døþr i wikingu.
Översättning till nusvenska:
Fader lät hugga dessa runor efter Ösur, sin broder, som norrut vart död i viking.

## Inskriften på DR 335

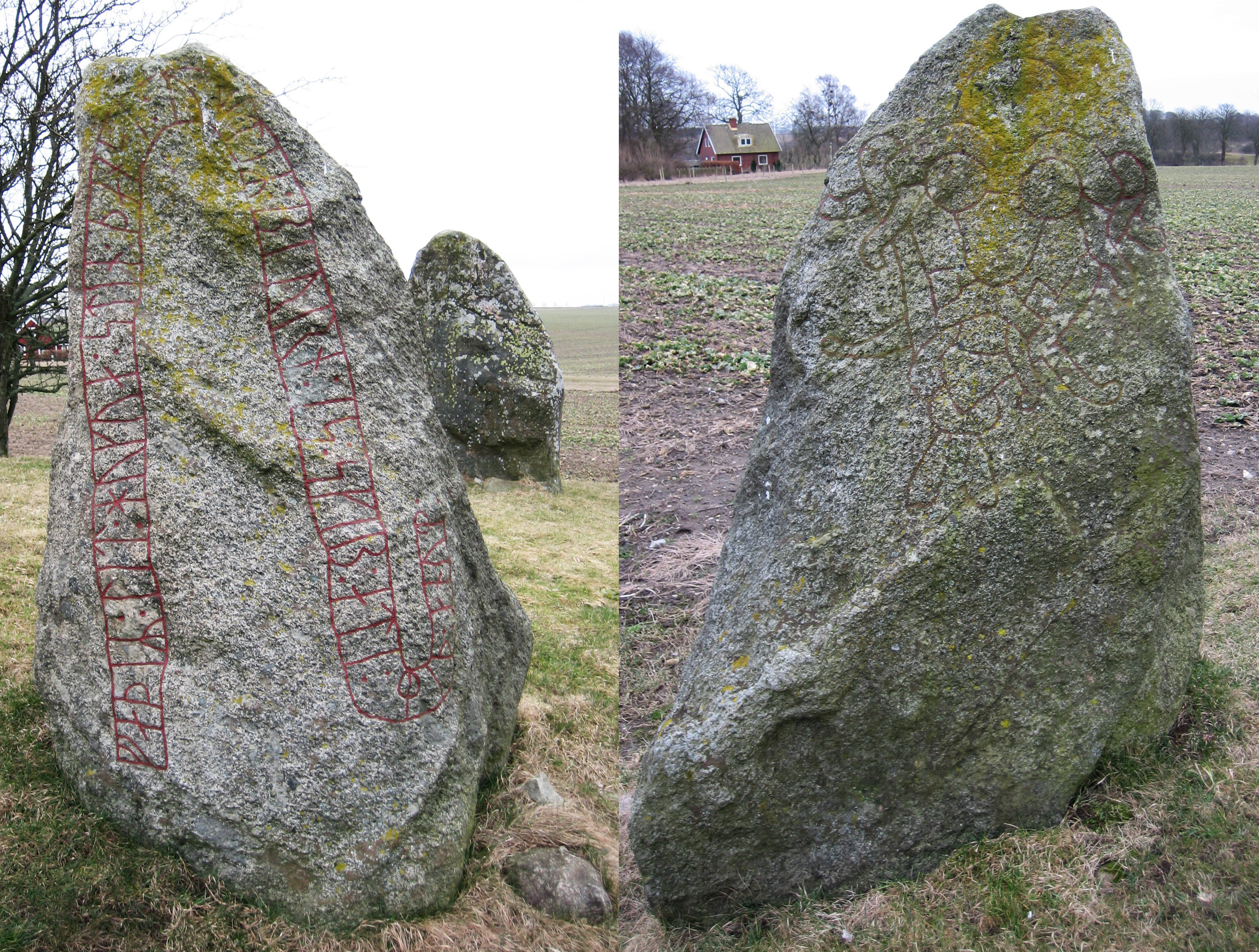
Västra Ströstenen: DR 335, fram- och baksidan.

Den andra runstenen är ristad med runor på framsidan och med en ansiktsmask på baksidan. Masken, som möjligen ska föreställa ett version av Medusahuvud, en hednisk skrämsel eller ont avvärjande, eller en trollmask, påminner mycket om dem som finns på Bösarp-småstyckena (DR 258) och Lundastenen 1 (DR 314). Texten lyder:
Translitterering av runraden:
faþiʀ : lit : hukua : stin : þan(s)i : uftiʀ : biurn : is : skib : ati : miþ : anum :
Normalisering till rundanska:
Faþiʀ let hoggwa sten þænsi æftiʀ Biorn, æs skip atti mæþ hanum.
Översättning till nusvenska:
Fader lät hugga denna sten efter Björn, som ägde skepp med honom.